# Albert Collignon
Pour les articles homonymes, voir Collignon.
Albert Collignon est un avocat, écrivain et journaliste français né à Metz le 31 juillet 1839 et mort à Vernon (Eure) le 26 mai 1922.

## Biographie
Né à Metz en 1839, Albert Collignon fit de fortes études classiques, voyagea en Europe et en Amérique, puis commença l'étude du droit à Strasbourg où il établit la Société littéraire des Écoles, qui eut un grand succès.
De retour dans sa ville natale, et s'étant fait inscrire au tableau des avocats après ses derniers examens passés à Paris, il organisa, sous l'inspiration de Jean Macé et d'Edmond Vacca, le cercle messin de la Ligue de l'Enseignement, le premier de cette œuvre courageuse initiative.
En 1863, il fonda à Paris la Revue nouvelle, sous le patronage de Jules Simon et Eugène Pelletan ; cette publication, naturellement persécutée par l'Empire dut disparaître après un an de lutte.
En 1865, il publia, sans nom d'auteur, l’Art et la vie, à la librairie Germer-Baillière, deux volumes études morales et littéraires.
En 1869, il fait paraître chez le même éditeur, l’Art et la vie de Stendhal qui eut un légitime retentissement.
Il a donné des articles à divers journaux et magazines dont la Morale indépendante, La libre pensée, L'indépendant, Liberté, Coopération, Enseignement laïque, Progrès, Vie pratique, Le Courrier, etc.
En 1870, quand la guerre éclata, il repartit aussitôt pour Metz et assista à la bataille de Saint-Privat. Après cette courte campagne, et la période énervante des négociations commencée, il fonda le Journal de Metz, organe patriotique et républicain. Là, malgré les provocations, et les rigueurs de l'état-major de Bazaine, il prêcha jusqu'à la dernière heure la résistance à tout prix, et ne cessa ses viriles exhortations que le jour de l'entrée des Prussiens. Depuis l'annexion, inscrit au barreau de Paris, Albert Collignon s'occupe d'études littéraires et de philosophie utilitaire.
Il a également écrit sous le pseudonyme de Marius Prosper.

## Publications
Par défaut sous le nom d'Albert Collignon ; le recours au pseudonyme Prosper Marius est signalé.
- Exposition universelle (1861), Metz, impr. de F. Blanc, 1862 (BNF 30257938). Tiré à part des Mémoires de l'Académie impériale de Metz, 1861-1862.
- L'art et la vie, Paris, G. Baillière, 1866-1867 (BNF 30257934). Contient une lettre de Sainte-Beuve. Plusieurs extraits ont fait l'objet d'un tiré à part.
  - La vocation, Metz, impr. de F. Blanc, 1865 (BNF 30257942).
  - Le stage littéraire, Metz, impr. de F. Blanc, 1866 (BNF 30257943)
  - Théorie de l'art, Metz impr. de F. Blanc, 1866 (BNF 30257944)
- L'Art et la vie de Stendhal, Paris, Germer Baillière, 1868 (BNF 30257935) - lire en ligne sur Gallica ; rééd. Paris, Slatkine, 1974 (BNF 34702157).
- Diderot, sa vie et son œuvre, Paris, Librairie de la Bibliothèque démocratique, 1875 (BNF 30257936).
- Prosper Marius, Les Libellules, Paris, D. Jouaust, Librairie des Bibliophiles, 1876 (BNF 30886326).
  - Le poème Métamorphose, extrait de ce volume, est repris dans A. E. Eaton, La famille des éphémérines, Nimes, imp. Clavel-Ballivet, 1876, p. 14-15.
- Note sur une grammaire latine manuscrite du VIIIe siècle, appartenant à la bibliothèque de Nancy, contenant des fragments inédits de Virgilius Maro, Paris, C. Klincksieck, [s.d.] (BNF 30257917). Tiré à part de la Revue de philologie, 1883.
- Une lettre de François de Neufchateau, Nancy, impr. de Berger-Levrault, 1890 (BNF 30257931). Extrait des Annales de l'Est, 1890, no 1.
- Diderot : sa vie, ses œuvres, sa correspondance, Paris, F. Alcan, 1895 (BNF 30257937).
- La vie littéraire : notes et réflexions d'un lecteur, Paris, Fischbacher, 1895 (BNF 30257940). Rééd. 1896 (BNF 30257941).
- La religion des lettres, notes et réflexions d'un lecteur, 1896 (BNF 30257939).
- Note sur les monuments, l'iconographie et les légendes de la bataille de Nancy, Nancy, Impr. de Berger-Levrault, 1899 (BNF 30257916) - lire en ligne sur Gallica. Tiré à part des Annales de l'Est.
- Notes sur l’"Euphormion" de Jean Barclay, Nancy, impr. de Berger-Levrault, 1901 (BNF 30257919). Tiré à part des Annales de l'Est.
- Pétrone en France, Paris, A. Fontemoing, 1905 (BNF 30257922) - lire en ligne sur Gallica.
- Paul Delmet, Chansons, Paris, H. Tellier, [s.d.]. Poésies de George Auriol, Léon Durocher, Émile Goudeau, Prosper Marius, Victor Meusy, Albert Tinchant et Maurice Vaucaire ; lithographies de A. Willette.